# 4. Hannoversches Infanterie-Regiment Nr. 164
Das 4. Hannoversche Infanterie-Regiment Nr. 164 war ein Infanterieverband der Preußischen Armee.

## Geschichte

### Hannoversche Armee
Die Regierung des Königreichs Hannover ordnete im Jahre 1813 die Bildung von 30 Landwehr-Bataillonen an, um gegen die französische Besetzung und das napoleonische Frankreich vorzugehen. Ein weiterer Grund für die Bildung der Landwehr-Bataillone war es, den Mangel an Soldaten beim Endkampf gegen Napoleon auszugleichen. Am 27. November 1813 wurde das hannoversche Bataillon Calenberg aufgestellt, dass einen Ursprung des späteren preußischen Regiments bildete. Der Name sollte an den Herzog von Calenberg erinnern, einen erfolgreichen Feldherren des Dreißigjährigen Krieges. Bereits kurz nach der Gründung wurden dem Feldbataillon Calenberg drei weitere Landwehrbataillone angeschlossen.

#### Befreiungskriege
In den Befreiungskriegen nahmen der Verband während des Sommerfeldzuges 1815 an den Schlachten bei Quatre-Bras und bei Waterloo teil.

#### Schleswig-Holsteinische Erhebung
Anlässlich der Schleswig-Holsteinischen Erhebung wurden 1848 auch die Truppen der Hannoverschen Armee mobilisiert. Das Regiment kam dabei am 5. Juni 1848 bei Düppel zum Einsatz.

#### Deutscher Krieg
Während des Krieges gegen Preußen nahm das Regiment am 27. Juni 1866 an der Schlacht bei Langensalza teil. Nach der Kapitulation wurde das Königreich Hannover in der Folge annektierte und mit der Armee auch das Regiment aufgelöst.

### Preußische Armee

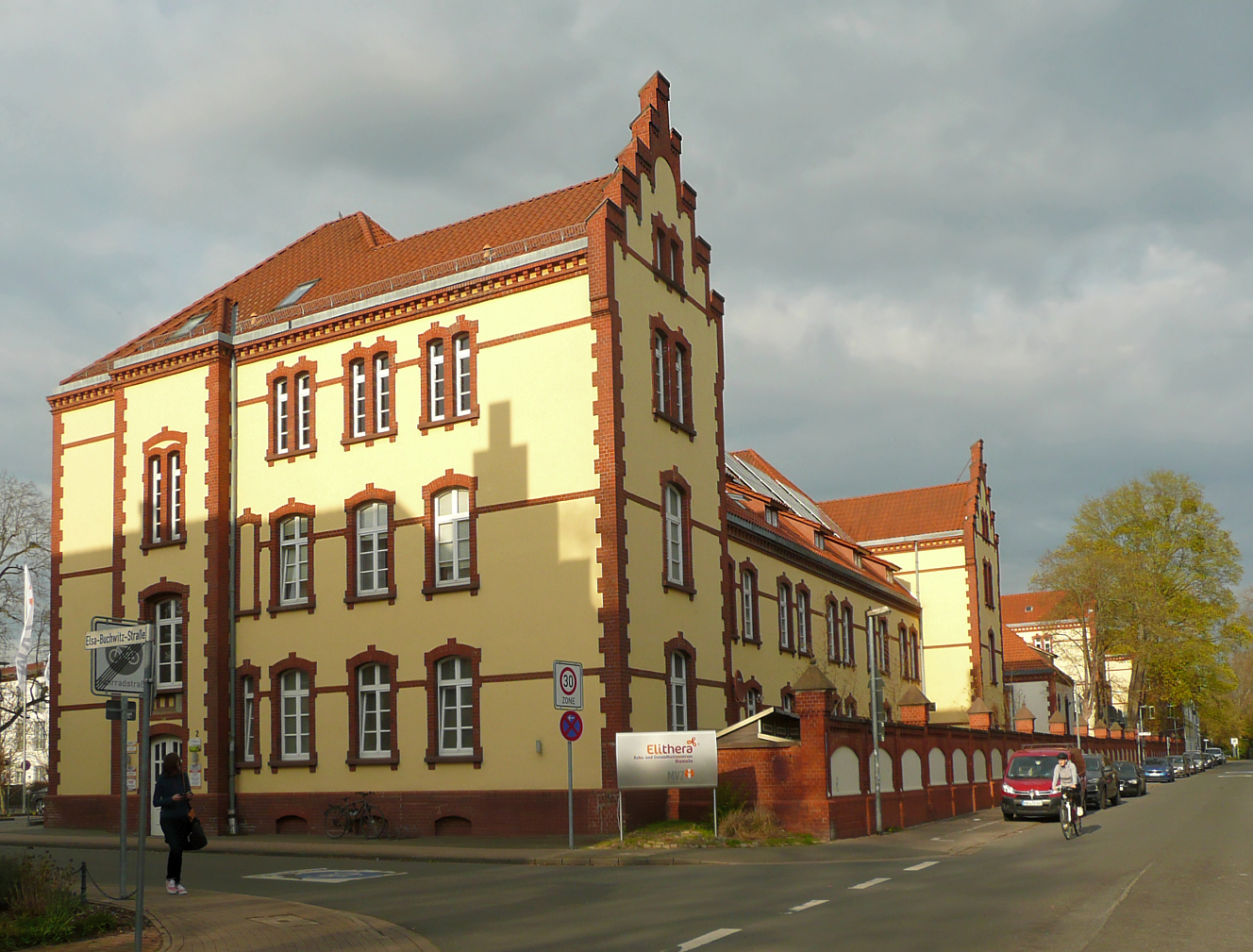
Gebäude der Kaserne an der Scharnhorststraße in Hameln

Im Zuge der Heeresvermehrung wurde zum 1. April 1897 das Infanterie-Regiment Nr. 164 errichtet. Aus den IV. Bataillonen der Infanterie-Regimenter Nr. 78 und 91 bildete sich das I. Bataillon sowie aus den Regimentern 73 und 74 das II. Bataillon. Der Regimentsstab und das I. Bataillon waren in Hameln an der Deisterstraße, das II. Bataillon lag erst in Hannover, bevor das Regiment am 1. Oktober 1898 in Hameln in der neuen Kaserne an der Scharnhorststraße zusammengezogen wurde. Der Verband unterstand dem X. Armee-Korps und bildete mit dem Infanterie-Regiment Nr. 165 die 82. Infanterie-Brigade. Am 24. Januar 1899 verlas Kaiser Wilhelm II. in Hannover die Ordre, nach der das Regiment als Nachfolger des Hannoverschen 2. Infanterie-Regiments geführt wurde. Die Benennung lautete ab diesem Zeitpunkt 4. Hannoversche Infanterie-Regiment Nr. 164. Infolgedessen wurde ihm ein Helmband mit der Inschrift „Waterloo“ verliehen. Aufgrund der Heeresverstärkung erhielt das Regiment am 1. Oktober 1913 ein drittes, in Holzminden stationiertes Bataillon und eine weitere in Hameln verbliebene MG-Kompanie.

#### Erster Weltkrieg
- 1914: Beteiligung am Vormarsch in Belgien und Frankreich und an der Marneschlacht mit erheblichen Verlusten
- 1916: an der Somme, im Artois

#### Verbleib
Nach dem Waffenstillstand von Compiègne kehrten die Reste des Regiments nach Hameln zurück, wo sie am 13. Dezember 1918 eintrafen und über die dortige Abwicklungsstelle demobilisiert wurden. Aus den einzelnen Truppenteilen erfolgte die Aufstellung von vier Sicherheits-Kompanien, die als Freiformationen tätig waren. Sie gingen im Juni 1919 als 3. Kompanie im Reichswehr-Infanterie-Regiment 20 sowie im III. Bataillon des Reichswehr-Infanterie-Regiments 19 der Vorläufigen Reichswehr auf.
Die Tradition übernahm in der Reichswehr durch Erlass des Chefs der Heeresleitung, General der Infanterie Hans von Seeckt, vom 24. August 1921 die 10. Kompanie des 18. Infanterie-Regiments in Hameln.

## Kommandeure
| Dienstgrad     | Name                 | Datum                                  |
| -------------- | -------------------- | -------------------------------------- |
| Oberst         | Daniel Gieren        | 01. April 1897 bis 16. Oktober 1899    |
| Oberst         | Richard Protzen      | 17. Oktober 1899 bis 17. April 1901    |
| Oberst         | Georg Friedberg      | 18. April 1901 bis 23. April 1904      |
| Oberst         | Felix von der Osten  | 24. April 1904 bis 21. März 1908       |
| Oberst         | Oskar von Wartenberg | 22. März 1908 bis 21. Februar 1912     |
| Oberst         | Rudolf von L’Estocq  | 20. Februar 1912 bis 31. Juli 1914     |
| Oberst         | Günther Herzbruch    | 01. August 1914 bis 19. Oktober 1916   |
| Oberstleutnant | Viktor von Forstner  | 20. Oktober 1916 bis 29. November 1917 |
| Oberstleutnant | Kurt Wallmüller      | 30. November 1917 bis 21. Juni 1918    |
| Oberstleutnant | Rulof von Bismarck   | 22. Juni bis 12. September 1918        |
| Major          | Albert Fett          | 13. September 1918 bis Auflösung       |

## Uniform
Die Uniformierung des Regiments orientierte sich an der für die Schlacht bei Waterloo: Ein bunter Rock mit weißen, brandenburger Armaufschlägen mit blauer Paspel, weißen Schulterstücken mit roten Ziffern und einem gelben, linierten Adler mit Bandeau mit der Aufschrift Waterloo.

## Ehrenmale

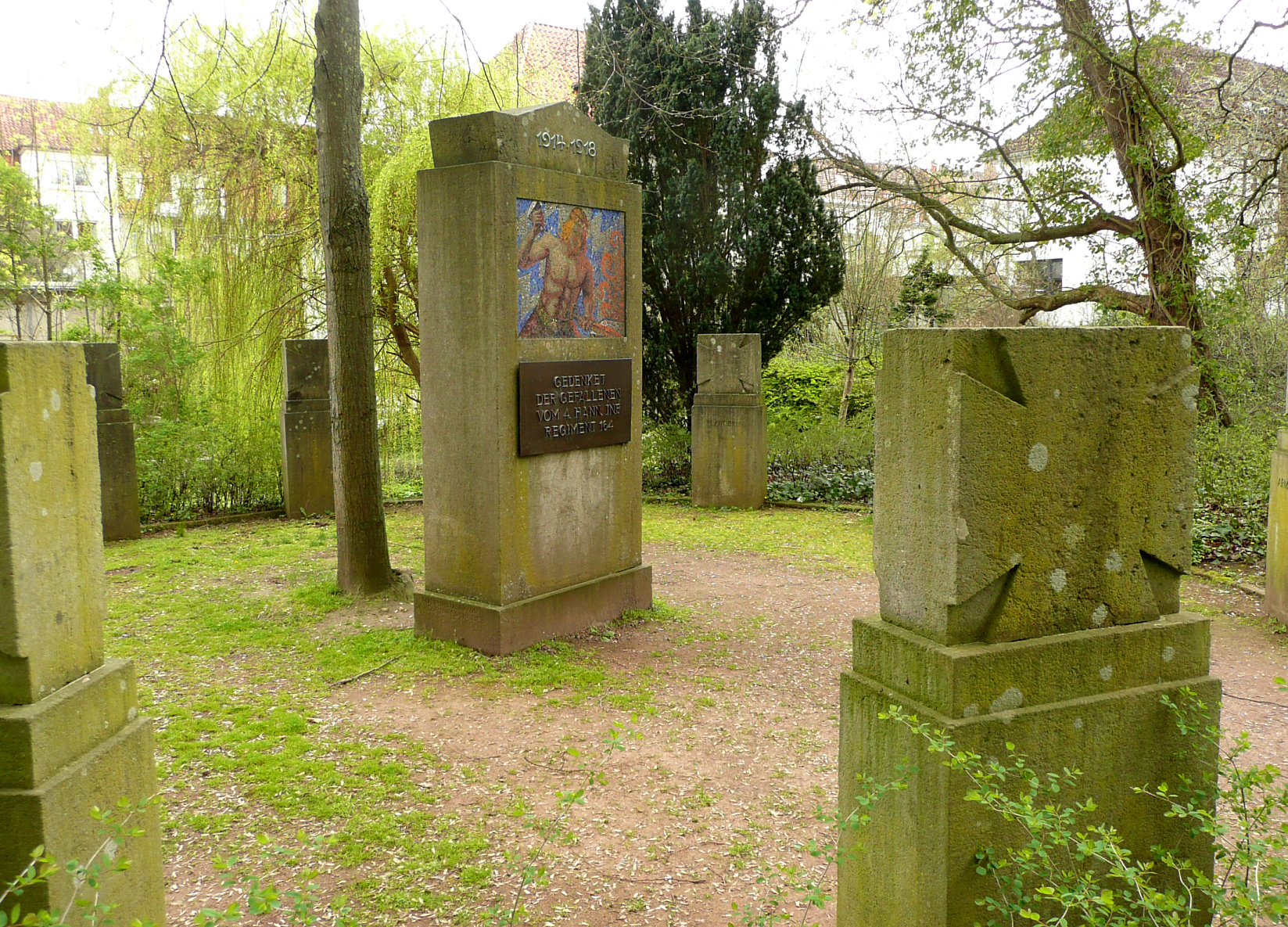
Kriegerdenkmal für die Gefallenen am „164er Ring“ in Hameln

An der in Hameln 1712–13 erbauten Garnisonskirche wurde ein Gedenkstein für die Rückkehr der Soldaten von der Schlacht bei Waterloo errichtet, die am 25. Januar 1816 Hameln erreichten. Denn zu den gefallenen, verwundeten oder vermissten Soldaten der Schlacht bei Waterloo zählten neun Soldaten aus dem Landwehrbataillon Hameln. Außerdem wurde 1957 aufgrund des Antrags des Verbandes der ehemaligen Angehörigen des Regiments 164 die Straße an der ehemaligen „Alten Kaserne“ zum Gedenken in „Am 164er Ring“ umbenannt. Im Jahre 1973 wurde der Straßenname in „164er Ring“ verkürzt. In dieser Straße wurde 1925 zusätzlich ein Denkmal für die Gefallenen errichtet.